# صقر بن خالد القاسمی
صقر بن خالد القاسمی (عربی: سقر بن خالد القاسمی؛ زاده ۱۸۸۳ – درگذشته ۱۹۱۴) دولتمرد اهل امارات متحده عربی بود، که در فاصله سالهای ۱۹۰۰ تا ۱۹۱۴ بطور همزمان به‌عنوان امیر رأس‌الخیمه و شارجه فعابیت می‌کرد. وی از خاندان القاسمی بود.